# Liste der estnischen Botschafter in Irland
Die Liste der estnischen Botschafter in Irland bietet einen Überblick über die Leiter der estnischen diplomatischen Vertretung in Irland. Der Botschafter residiert in Dublin.
Die Aufnahme diplomatischer Beziehungen zwischen Estland und Irland erfolgte 1991. Der erste estnische Botschafter wurde 1994 akkreditiert. Da der estnische Botschafter vor 2003 jedoch zugleich auch Botschafter im Vereinigten Königreich war und dementsprechend in London residierte, wurde er in Dublin durch einen Geschäftsträger (ad interim) vertreten.

## Liste der estnischen Botschafter
| Amtszeit    | Name                 | Anmerkung |
| ----------- | -------------------- | --------- |
| 1994–1995   | Riivo Sinijärv       |           |
| 1996–2003   | Raul Mälk            |           |
| 2003–2006   | Simmu Tiik           |           |
| 2006–2010   | Andre Pung           |           |
| 2010 – 2014 | Mait Martinson       |           |
| 2014 – 2018 | Kristi Karelsohn     |           |
| 2018 – 2022 | Aino Lepik von Wirén |           |
| 2022 –      | Kairi Künka          |           |

## Liste der estnischen Geschäftsträger (a.i.)
| Amtszeit  | Name            | Anmerkung |
| --------- | --------------- | --------- |
| 1997–1999 | Jüri Seilenthal |           |
| 1999–2002 | Triin Parts     |           |
| 2002–2003 | Krista Kilvet   |           |